# 태릉 국제 스케이트장

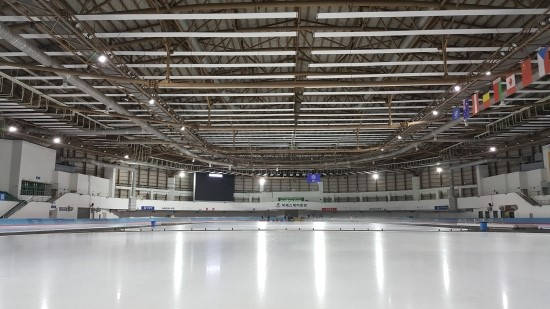
태릉 국제 스케이트장

태릉 국제 스케이트장은 서울특별시 노원구 공릉동에 있는 실내 빙상장이다. 태릉선수촌 안에 있다. 1971년 스피드 스케이팅 경기를 치를 수 있는 400m 규모의 옥외 링크로 건립되었고, 2000년 실내 링크로 개조되었다. 400m 규모의 실내 링크로는 세계에서 8번째로 건립된 것이다.

## 시설
- 연면적 : 27,067m2
- 규모 : 지하 1층, 지상 3층
- 링크규격 : 주링크(400×14m), 보조링크(30×61m)
- 관람석 : 2,700석